# Torre San Domenico
La torre San Domenico è una torre di Napoli del XVII secolo.

## Storia
La torre fu costruita nel 1654 a difesa di una struttura religiosa nel quartiere di Soccavo, ergo la grancia domenicana.

## Architettura
L'architettura difensiva della struttura si basa principalmente sulle sue dimensioni: in quanto l'edificio è incorporato in un altro corpo di fabbrica e considerando anche che vi sono pressoché assenze di strompabure o bocche di lupo.
Essa è divisa in tre livelli, con fasce di piperno a toro e conclusa da piccole arcate e merlatura. L'accesso è caratterizzato da un vasto portale, anch'esso in piperno.